# In the Heights (pel·lícula)
|  | Aquest article tracta sobre la pel·lícula. Si cerqueu el musical, vegeu «In the Heights». |

In the Heights és una pel·lícula de drama musical estatunidenca de 2021 dirigida per Jon M. Chu i guió de Quiara Alegría Hudes. Està basada en la producció musical del mateix nom de Hudes i Lin-Manuel Miranda. La pel·lícula és protagonitzada per: Anthony Ramos, Corey Hawkins, Leslie Grace en el seu debut a la gran pantalla, Melissa Barrera, Olga Merediz, Daphne Rubin-Vega, Gregory Diaz IV, Jimmy Smits i Lin-Manuel Miranda. L'argument de la pel·lícula és similar al del musical: explica la història d'una zona de barri majoritàriament dominicà de Washington Heights a l'Upper Manhattan de la ciutat de Nova York, on cada persona de la comunitat persegueix el seu somni d'una millor vida.
Estava previst que In the Heights fos adaptada per Universal Pictures el 2008 i amb Kenny Ortega com a director. Després que no es dugués a terme, el projecte va tornar-se a iniciar, aquesta vegada amb Chu com a director i Ramos es va unir l'octubre de 2018. La resta del repartiment es va unir a l'abril de 2019 i la gravació va tenir lloc a la ciutat de Nova York durant aquell mateix estiu.

## Argument
Usanvi de la Vega explica a quatre nenes la història del barri de Washington Heights. 10 anys abans, l'Usnavi és el propietari de la "bodega". després de perseguir a "Graffiti Pet", presenta l'Abuela Claudia, la matriarca i la dona que el va educar després que els seus pares morissin; en Kevin Rosario, l'amo de la companyia de taxi; en Benny, l'empleat d'en Kevin; la Daniela, la Carla i la Cuca, les noies que treballen al saló de bellesa; el seu cosí Sonny, qui també treballa a la bodega; i la Vanessa, noia de qui l'Usnavi està enamorat ("In the Heights").
L'Alejandro, un advocat i un amic de la família, informa a l'Usnavi que el negoci dels seu pare a la República Dominicana està en venda. Mentre, la Nina, la filla d'en Kevin, arriba de la Universitat Stanford. Després de veure en Benny ("Benny's Dispatch"), es troba amb el seu pare i li diu que no es pot pagar els estudis, però ell li diu que no es preocupi ("Breathe").
El saló de bellesa de la Daniela es trasllada al Bronx ja que els preus dels lloguers a Manhattan estan augmentant. La Nina arriba al saló i revela que ha deixat els estudis i, per tant ja no estudia a Stanford ("No Me Diga"). La Vanessa intenta llogar un pis, en el qual té el somni de convertir-se en una dissenyadora de moda, però el seu intent falla. Va a la bodega de l'Usnavi on ell li demana per una cita ("It Won't Be Long Now").
En Sonny veu que la bodega ha venut un número de loteria premiat amb 96,000 dòlars. A la piscina pública, tothom s'imagina el què faria si guanyés aquesta quantitat de diners ("96,000"), mentre, el "piragüero" del barri es queixa ja que en Mister Softee, qui ven gelats", li està prenent el negoci ("Piragua"). Aquell mateix cap de setmana, en Benny i la Nina recorden quan eren nens. Ella li explica les pors que té, però ell li assegura que tindrà èxit ("When You're Home"). Mentre, l'Usnavi parla amb el pare d'en Sonny perquè li doni permís per anar amb ell a la República Dominicana, però el pare no li dona i diu que tant ell com el seu fill són immigrants sense documents.
Aquell vespre, en Kevin revela que ha venut el seu negoci per tal de poder pagar els estudis de la Nina. Enfadada, rebutja els diners i diu la veritat, que ha deixat els estudis ja que patia racisme, i marxa. L'Usnavi i la Vanessa van cap a un club per la seva cita. Allà, l'Usnavi està molt nerviós i li nega un ball a la Vanessa. Un noi l'agafa a ella per ballar i altres nois també ballen amb ella. Per provocar gelos a la Vanessa, l'Usnavi balla amb una altra noia ("The Club"). Marxa la llum i en Sonny i en Graffiti Pete encenen focs artificials per il·luminar el barri. La Vanessa i l'Usnavi es discuteixen ("Blackout").
Estirada al llit, l'Abuela Claudia recorda la seva infantesa a Cuba i tot el què va passar per arribar a Nova York i està on és ara ("Paciencia y Fe"). Ella es mor en pau i tot el barri canta per recordar-la ("Alabanza"). En una manifestació, en Sonny s'adona que no pot estudiar ja que és un immigrant sense documents. Sabent això, la Nina decideix tornar a estudiar a Stanford per tal de poder ajudar als nens sense documents a trobar un camí.
L'Usnavi troba l'intent de llogar un pis de la Vanessa a una paperera. Ell visita a la Daniela i li demana que, juntament amb ell, co-signi el lloguer. Decebuda amb la negativitat del barri davant de la marxada de llum i la mort de l'Abuela, la Daniela fa que tot el barri canti ("Carnaval del Barrio"). La llum torna i la Vanessa i l'Usnavi es reconcilien.
Un mes més tard, la Nina està a punt de tornar a Stanford. En Benny li promet que trobarà una manera per tal que es puguin tornar a trobar ("When the Sun Goes Down"). Mentre l'Usnavi es prepara per marxar a la República Dominicana, descobreix que l'Abuela tenia el número guanyador de la loteria i que ara és seu. La Vanessa arriba amb xampany, ja que ha descobert que l'Usnavi va aconseguir que la Daniela firmés el contracte de lloguer. Ella demana a l'Usnavi que es quedi, però ell diu que no. Ella li fa un petó i lamenta que s'adonés massa tard del que ell sentia per ella ("Champagne").
L'Usnavi dona a l'Alejandro el número de loteria i li diu que l'utilitzi per ajudar a en Sonny. El matí següent, la Vanessa porta l'Usnavi a la bodega i li ensenya la línia de moda que ha creat durant aquella mateixa nit i que està inspirada en els dibuixos d'en Graffiti Pete. Quan l'Usnavi veu el mural d'en Pete, decideix quedar-se al barri. La història torna al present i es revela que l'Usnavi està explicant la història des de la bodega, la qual està reformada i que un dels nens, és realment la filla de l'Usnavi i la Vanessa, l'Iris. La gent del carrer balla i canta mentre l'Usnavi expressa la seva alegria d'estar a Washington Heights, casa seva (“Finale”).
A l'escena de després de crèdits, el camió de gelats d'en Mister Softee s'ha aveariat i el piragüero ho celebra augmentant els seus preus un dòlar. Després regala a Mister Softee una Piragua ("Piragua (Reprise)")

## Repartiment
| - Anthony Ramos com a Usnavi de la Vega - Melissa Barrera Martínez com a Vanessa Morales - Leslie Grace com a Nina Rosario - Ariana Greenblatt com a Nina jove - Ariana S. Gómez com a Nina de 12 anys - Corey Hawkins com a Benny - Olga Merediz com a "Abuela" Claudia | - Jimmy Smits com a Kevin Rosario - Gregory Diaz IV com a Sonny de la Vega - Daphne Rubin-Vega com a Daniela - Stephanie Beatriz com a Carla - Dascha Polanco com a Cuca - Noah Catala com a Graffiti Pete | - Lin-Manuel Miranda com a Piragüero - Mateo Gomez com a Alejandro, el comptable de l'Usnavi - Marc Anthony com a Gapo de la Vega; el pare d'en Sonny - Olivia Perez com a Iris de la Vega; filla de l'Usnavi i la Vanessa - Christopher Jackson com a Sr. Softee Truck Driver |

A la pel·lícula hi ha cameos dels membres de la producció original de Broadway Seth Stewart i Javier Muñoz. També hi ha la participació d'Andréa Burns, Janet Dacal, Mandy Gonzalez, Joshua Henry, Krysta Rodriguez i Jon Rua. L'actor de Broadway Patrick Page apareix en el paper de Pike Philips. El pares de Lin-Manuel Miradna Luis Miranda i la Dra. Luz Towns-Miranda fan un cameo durant el número musical "Breathe". The Kid Mero és la veu el DJ que apareix al principi de la pel·lícula. La periodista Maria Hinojosa de NPR apareix com a líder la protesta al míting electoral de DACA.

## Producció

### Desenvolupament
El 7 de novembre de 2008, Universal Pictures va anunciar que havien planejat adaptar el musical original en una pel·lícula, que s'estrenaria el 2011. Kenny Ortega havia de dirigir la pel·lícula i aquesta començaria el rodatge a l'estiu de 2011 amb un pressupost de 37 milions de dòlars. El març de 2011, el projecte va ser cancel·lat; presumptament es va dir que va ser a causa que Universal buscava una estrella llatina rendible, com per exemple Shakira o Jennifer Lopez en comptes d'actors poc coneguts. El gener de 2012, Lin-Manuel Miranda va dir que havia tornat a iniciar conversacions per dur a terme l'adaptació. El maig de 2016 es va anunciar que Miranda coproduiria la pel·lícula amb Harvey Weinstein i amb ajuda de The Weinstein Company. El 10 de juny de 2016, Jon M. Chu va unir-se a la producció com a director. Després de les acusacions de mala conducta sexual contra Weinstein, el seu crèdit com a productor de la pel·lícula va ser retirat i més tard, els drets de la pel·lícula van ser subhastats a Warner Bros. per 50 milions de dòlars. Warner Bros. era un dels estudis interessats en produir la pel·lícula a causa de l'èxit del musical Hamilton; per convèncer a Miranda i Chu, van construir la bodega amb carros de piragües i van muntar actuacions del musical. El pressupost va ser de 55 milions de dòlars.

### Càsting
L'octubre de 2018, Anthony Ramos va ser triat per aparèixer a la pel·lícula en un paper encara per revelar, més tard es va anunciar que interpretaria a l'Usnavi. Miranda, qui va tenir aquest paper en la producció original de Broadway, va veure com Ramos interpretava el paper el 2018 a la producció del Kennedy Center i a través a Twitter el va felicitar. El gener de 2019, Corey Hawkins va unir-se per interpretar a en Benny. A l'abril de 2019, es va anunciar que Jimmy Smits, Melissa Barrera, Leslie Grace, Olga Merediz, Gregory Diaz, Daphne Rubin-Vega, Stephanie Beatriz i Dascha Polanco formarien part del repartiment de la pel·lícula. El juny de 2019, Marc Anthony i Lin-Manuel Miranda van unir-se al repartiment. En una entrevista a The Tonight Show, Miranda va dir que en un principi no pensava en aparèixer a la pel·lícula i va dir que era massa gran per interpretar a l'Usnavi. Chu i Hudes, finalment, el van convèncer perquè interpretés a Piragüero i, tot i que al principi no estava massa convençut, Hudes li va dir que traurien la cançó "Piragua" a menys que ell interpretés al personatge.

### Rodatge
El rodatge va començar el 3 de juny de 2019 a Nova York. La major part de la gravació es va fer a la intersecció de 175th Street i Audubon Avenue, on STO Domingo Grocer Inc. va ser feta servir com a exterior de la bodega. El número musical "96,000" va ser filmat a la piscina Highbridge Pool, es va tardar dos dies a gravar-la i es van necessitar 500 extres. Christopher Scott, qui ja havia treballat amb Jon M. Chu a la sèrie de YouTube The LXD i a les pel·lícules Step Up Revolution i Step Up All In, va ser el coreògraf. "Paciencia y Fe" va ser gravada a l'estació Brooklyn Ninth Avenue, on prèviament s'havia gravat The Joker. L'equip de producció volia filmar una seqüència a dins del Museu New York Transit però només podien fer servir l'espai quan aquest estava tancat al públic. Tot i així, van poder llogar cotxes d'estil vintage del museu per així fer-los servir en el número musical.
Les actuacions musicals a la pel·lícula són una barreja dels actors cantant en directe, d'àudio pre-gravat i de gravacions fetes a l'estudi durant postproducció. L'equip de producció va triar fer servir uns o els altres segons l'ambient de l'escena i el to de la cançó. El duet de l'Usnavi i la Vanessa "Champagne" va ser gravat completament en directe.
La pel·lícula està dedicada a Doreen Montalvo, membre de la producció original de Broadway que apareix a la pel·lícula com una de les cantants durant "Breathe" i també reprèn el seu paper com a Bolero i canta "Siempre". Montalvo va morir a l'octubre de 2020.

## Música
La banda sonora de la pel·lícula va ser publicada per Atalntic Records i WaterTower Music el 10 de juny de 2021. Va ser produïda per Miranda, Alex Lacamoire, Bill Sherman i Greg Wells. La pel·lícula conté una cançó nova "Home All Summer", que sona durant els crèdits finals i també és la última cançó de l'àlbum.
La cançó "Piragua (Reprise)" no apareix a l'àlbum ja que és apareix a l'escena post-crèdits. Dues cançons van ser compostes per la pel·lícula però no van formar part de l'àlbum: "Always" i "Cuándo Llega El Tren". Les dues cançons contenen veus de fons de Miranda, Lacamoire i Sherman. A més, una versió de "You'll Be Back " de Hamilton sona en un contestador.
Totes les cançons foren escrites i compostes per Lin-Manuel Miranda. 
| 1.            | «In the Heights»                                 | Anthony Ramos Lin-Manuel Miranda Olga Merediz Jimmy Smits Daphne Rubin-Vega Stephanie Beatriz Dascha Polanco Corey Hawkins Gregory Diaz IV Melissa Barrera | 7:41    |
| 2.            | «Benny's Dispatch»                               | Hawkins Leslie Grace | 2:20    |
| 3.            | «Breathe» (feat. Rubén Blades i Doreen Montalvo) | Grace | 4:06    |
| 4.            | «No Me Diga»                                     | Rubin-Vega Beatriz Polanco Grace Barrera | 2:24    |
| 5.            | «It Won't Be Long Now»                           | Barrera Ramos Diaz | 3:38    |
| 6.            | «96,000»                                         | Ramos Hawkins Diaz Noah Catala Rubin-Vega Beatriz Polanco Barrera                                                                                          | 5:45    |
| 7.            | «Piragua»                                        | Miranda | 1:42    |
| 8.            | «When You're Home»                               | Grace Hawkins | 5:23    |
| 9.            | «The Club»                                       | Ramos Barrera Hawkins | 4:48    |
| 10.           | «Blackout»                                       | Ramos Hawkins Barrera Merediz Diaz Catala Rubin-Vega Beatriz Polanco                                                                                       | 3:20    |
| 11.           | «Paciencia y Fe»                                 | Merediz | 4:39    |
| 12.           | «Alabanza»                                       | Ramos Grace Smits Catala Barrera Hawkins Diaz Polanco Rubin-Vega Beatriz                                                                                   | 3:18    |
| 13.           | «Carnaval del Barrio»                            | Rubin-Vega Beatriz Polanco Barrera Ramos Miranda Hawkins Diaz Grace                                                                                        | 7:00    |
| 14.           | «When the Sun Goes Down»                         | Hawkins Grace | 2:52    |
| 15.           | «Champagne»                                      | Barrera Ramos | 2:53    |
| 16.           | «Finale»                                         | Montalvo Ramos Beatriz Rubin-Vega Polanco Smits Miranda Grace Barrera                                                                                      | 5:29    |
| 17.           | «Home All Summer» (feat. Marc Anthony)           | Ramos Grace [ 40 ] | 3:48    |
| Durada total: | Durada total:                                    | Durada total: | 1:12:17 |

## Estrena

### Cinemes i streaming
In the Heights va ser estrenada virtualment per la crítica el 15 d'abril de 2021. L'estrena mundial va tenir lloc al Festival de Cinema de Tribeca a Nova York el 9 de juny de 2021, però abans va ser ensenyada al Festival de Cinema Internacional de Los Angeles Latino el 4 de juny de 2021 al TCL Chinese Theater a Hollywood. Va ser estrenada el 10 de juny de 2021 als Estats Units, tant als cinemes com a HBO Max.
Internacionalment, a Regne Unit, la pel·lícula va ser estrenada el 18 de juny de 2021. A altres països, com els Europeus o Austràlia, l'estrena estva prevista entre el juliol i el setembre de 2021.
La pel·lícula va ser llançada a les plataformes digitals el 30 de juliol de 2021 i les versions de DVD, Blu-Ray i 4K UHD de Warner Bros. Home Entretaintment van ser publicades un mes després, el 30 d'agost de 2021. Al cap d'un mes, el dia 11 de juliol de 2021, In the Heights, va deixar HBO Max, tot i així, està previst que la pel·lícula torni a la plataforma el 28 d'octubre.

## Recepció

### Recaptació
El dia 11 d0agost de 2021, In the Heights havia recaptat 29.9 milions de dòlars als Estats units i Canadà i 14 milions a altres territoris, sumant així, un total munidal de 43.9 milions de dòlars (un 37.8 milions d'euros). Tenint en compte que el pressupost va ser de 55 milions de dòlars i el màrqueting va costar-ne 50 més, Variety va estimar que la pel·lícula necessitaria recaptar uns 200 milions de dòlars per guanyar beneficis.

### Crítica
Al lloc web Rotten Tomatoes, In the Heights té una aprovació del 94% basada en 357 ressenyes i una nota de 8.2 sobre 10. A Metacritic té una nota de 84 sobre 100 basada en 55 ressenyes, indicant "aclamació universal". CinemaScore li va donar una nota de "A" en una escala entre "A+" i "F" i a PosTrak, un 88% de l'audiència li va donar una crítica positiva, mentre que un 67% va dir que la recomanaria.
Monica Castillo, de TheWrap, va dir: "Com Crazy Rich Asians, no tothom que miri la pel·lícula se sentirà representat mirant In the Heights. Això és una tasca impossible per a totes les pel·lícules. Tot i així, i In the Heights pot respresentar moltes coses de molts espectadors diferents. Pot ser una història sobre gent ambiciosa i treballadora perseguint els seus somnis. Pot ser una reflexió en l'experiència dels immigrants i la lluita per descobrir on pertanys. També pot ser un tribut als sacrificis dels nostres pares."

### Premis i nominacions
| Data de la cerimònia   | Premis                                          | Categoria                                               | Nominat(s) | Resultat  | Ref.          |
| ---------------------- | ----------------------------------------------- | ------------------------------------------------------- | --- | --------- | ------------- |
| 1 de juliol de 2021    | Premis Hollywood Critics Association Midseason  | Millor pel·lícula                                       | In the Heights                                                                                                   | Guanyador | [ 59 ] [ 60 ] |
| 1 de juliol de 2021    | Premis Hollywood Critics Association Midseason  | Millor actor                                            | Anthony Ramos | Guanyador | [ 59 ] [ 60 ] |
| 1 de juliol de 2021    | Premis Hollywood Critics Association Midseason  | Millor actriu                                           | Melissa Barrera                                                                                                  | Nominada  | [ 59 ] [ 60 ] |
| 1 de juliol de 2021    | Premis Hollywood Critics Association Midseason  | Millor actor de repartiment                             | Corey Hawkins | Nominat   | [ 59 ] [ 60 ] |
| 1 de juliol de 2021    | Premis Hollywood Critics Association Midseason  | Millor actor de repartiment                             | Jimmy Smits | Nominat   | [ 59 ] [ 60 ] |
| 1 de juliol de 2021    | Premis Hollywood Critics Association Midseason  | Millor actriu de reaprtiment                            | Leslie Grace | Nominada  | [ 59 ] [ 60 ] |
| 1 de juliol de 2021    | Premis Hollywood Critics Association Midseason  | Millor actriu de reaprtiment                            | Olga Merediz | Nominada  | [ 59 ] [ 60 ] |
| 1 de juliol de 2021    | Premis Hollywood Critics Association Midseason  | Millor director                                         | Jon M. Chu | Guanyador | [ 59 ] [ 60 ] |
| 1 de juliol de 2021    | Premis Hollywood Critics Association Midseason  | Millor guió                                             | Quiara Alegría Hudes                                                                                             | Nominada  | [ 59 ] [ 60 ] |
| 17 de novembre de 2021 | Premis Hollywood Music In Media Awards          | Millor actuació en pantalla (per "96,000")              | Repartiment de In the Heights                                                                                    | Nominats  | [ 61 ]        |
| 17 de novembre de 2021 | Premis Hollywood Music In Media Awards          | Millor pel·lícula biogràfica o musical                  | Jill Furman, Kevin McCollum, Kevin McCormick, David Nicksay, Jeffrey Seller (productors) i Jon M. Chu (director) | Nominats  | [ 61 ]        |
| 5 de desembre de 2021  | Premis National Hispanic Media Coalition Impact | Premi Visionary Impact                                  | In the Heights                                                                                                   | Guanyador | [ 62 ]        |
| 6 de desembre de 2021  | Premis Detroit Film Critics Society             | Millor guió adaptat                                     | Quiara Alegría Hudes                                                                                             | Nominada  | [ 63 ]        |
| 6 de desembre de 2021  | Premis Detroit Film Critics Society             | Millor ús de música/so                                  | In the Heights                                                                                                   | Nominada  | [ 63 ]        |
| 7 de desembre de 2021  | Premis People's Choice                          | Pel·lícula de drama de 2021                             | In the Heights                                                                                                   | Nominada  | [ 64 ]        |
| 7 de desembre de 2021  | Premis People's Choice                          | Estrella de drama de 2021                               | Anthony Ramos | Nominat   | [ 64 ]        |
| 9 de gener de 2022     | Premis Globus d'Or                              | Millor actor - Musical o comèdia                        | Anthony Ramos | Nominat   | [ 65 ]        |
| 28 de febrer de 2022   | Premis Black Reel                               | Millor guió                                             | Quiara Alegría Hudes                                                                                             | Nominada  | [ 66 ] [ 67 ] |
| 28 de febrer de 2022   | Premis Black Reel                               | Millor repartiment                                      | Tiffany Little Canfield & Bernard Telsey (directors de càsting)                                                  | Nominats  | [ 66 ] [ 67 ] |
| 28 de febrer de 2022   | Premis Black Reel                               | Millor banda sonora                                     | Alex Lacamoire, Lin-Manuel Miranda & Bill Sherman (compositors)                                                  | Nominats  | [ 66 ] [ 67 ] |
| 28 de febrer de 2022   | Premis Black Reel                               | Millor actuació revelació                               | Anthony Ramos | Guanyador | [ 66 ] [ 67 ] |
| 28 de febrer de 2022   | Premis Black Reel                               | Millor primer guió                                      | Quiara Alegría Hudes                                                                                             | Nominada  | [ 66 ] [ 67 ] |
| 28 de febrer de 2022   | Premis Black Reel                               | Millor fotografia                                       | Myron Kerstein                                                                                                   | Nominat   | [ 66 ] [ 67 ] |
| 28 de febrer de 2022   | Premis Black Reel                               | Millor disseny de producció                             | Nelson Coates | Nominat   | [ 66 ] [ 67 ] |
| 28 de febrer de 2022   | Premis Hollywood Critics Association            | Millor comèdia o musical                                | In the Heights                                                                                                   | Nominada  | [ 68 ] [ 69 ] |
| 5 de març de 2022      | Premis Art Directors Guild                      | Millor pel·lícula contemporània                         | Nelson Coates (dissenyador de producció)                                                                         | Nominat   | [ 70 ] [ 71 ] |
| 2 d'abril de 2022      | Premis Satellite                                | Millor pel·lícula - Comèdia o musical                   | In the Heights                                                                                                   | Pendent   | [ 72 ]        |
| 2 d'abril de 2022      | Premis Satellite                                | Millor actriu - Comèdia o musical                       | Melissa Barrera                                                                                                  | Pendent   | [ 72 ]        |
| 2 d'abril de 2022      | Premis Satellite                                | Millor actor - Comèdia o musical                        | Anthony Ramos | Pendent   | [ 72 ]        |
| 3 d'abril de 2022      | Premis Grammy                                   | Millor banda sonora recopilatòria per a mitjans visuals | Millor banda sonora recopilatòria per a mitjans visuals                                                          | Pendent   | [ 73 ]        |